# Stadionul Gaz Metan
Stadionul Gaz Metan este un stadion multifuncțional din Mediaș, județul Sibiu, România. Acesta a fost folosit frecvent pentru meciuri de fotbal și a fost terenul de acasă al echipei Gaz Metan Mediaș din 1950 până la desființarea acesteia în 2022. Ulterior, a fost utilizat de ACS Mediaș pentru o scurtă perioadă înainte de a fi închis din cauza stării avansate de degradare.

## Istorie
Stadionul a fost construit în anii '50 și a trecut printr-o serie de îmbunătățiri de-a lungul timpului. În anul 1986 s-au construit vestiarele, bazinul de recuperare și un micro-hotel. În anul 1999 s-au modernizat tribuna a doua și pista de atletism, iar în anii 2006-2007 s-au adus îmbunătățiri majore la tribuna I, la vestiare, fiind realizate cabinete speciale și medicale, sală de forță, bazin de recuperare sub tribuna B și piscină sub tribuna A.
În anul 2009 a fost inaugurată instalația de nocturnă. Aceasta a fost produsă la Timișoara, și are o putere de 1.500 de lucși, fiind considerată la momentul montării cea mai performantă din țară.
În perioada iunie-septembrie 2010 s-au desfășurat lucrări de înlocuire a gazonului și de extindere a celei de-a doua tribune. Pe timpul lucrărilor clubul Gaz Metan a folosit Stadionul Municipal din Sibiu. În urma modernizărilor tribuna a doua are o capacitate de 3.500 de locuri, inclusiv pentru persoane cu dizabilități, și este integral acoperită. Suprafața de joc a fost înlocuită cu una adusă din Austria, fiind amenajate în același timp și noua instalație de încălzire a terenului și canalele de drenaj.